# مايكل لينارد
مايكل باري لينارد (بالإنجليزية: Michael Lenard)‏ OLY (ولد في 20 آيار/مايو 1955 في شيكاغو ) هو لاعب أمريكي سابق في كرة اليد تنافس في دورة الألعاب الأولمبية الصيفية لعام 1984 . لينارد هو نائب رئيس المجلس الدولي للتحكيم للرياضة ، وقد انضم إلى المنظمة في عام 1994. في عام 2017 منحت اللجنة الأولمبية الأمريكية (USOC) أعلى تكريم له ، جائزة الشعلة الأولمبية. عمل لينارد في شركة USOC عضوًا ثم نائبًا لرئيس اللجنة الاستشارية للرياضيين كنائب لرئيس المنظمة. 

## روابط خارجية
- مايكل لينارد على موقع أوليمبيديا (الإنجليزية)